# 藤原重家 (左近衛少将)
藤原 重家（ふじわら の しげいえ）は、平安時代中期の貴族。藤原北家兼通流、左大臣・藤原顕光の長男。官位は従四位下・左近衛少将。容姿に優れ光少将と謳われた。

## 経歴
一条朝の正暦6年（995年）左近衛少将に任ぜられると、長徳5年（999年）五位蔵人に補され、翌長保2年（1000年）には従四位下に至っている。
「光少将」と呼ばれ、当時美男の評判が高かった。
長保3年（1001年）いわゆる「寛弘の四納言」（藤原公任、藤原斉信、藤原行成、源俊賢の4名）が陣座で朝政の議論をしている様子を目にして自らの非才を覚り、親友の源成信と共に園城寺にて出家して遁世した。この報に接し、後継者を失うことになった父の顕光は悲嘆に暮れたと伝わる。
同じく近衛少将を務めて出家した寂源の弟子となった。没年含め、以後の消息は定かではない。

## 官歴
『近衛府補任』による。
- 時期不詳：従五位下
- 正暦6年（995年） 正月13日?：左近衛少将
- 時期不詳：従五位上
- 長徳2年（996年） 正月25日：兼近江権介
- 時期不詳：正五位下
- 長徳5年（999年） 正月10日：五位蔵人
- 長保2年（1000年） 正月25日：従四位下、美作守
- 長保3年（1001年） 2月4日：出家（従四位下左近衛少将兼美作守）[2]